# El mensaje
El mensaje (Engels: The Message) is een Argentijns-Spaans-Uruguayaanse film uit 2025, geregisseerd en mede geschreven en geproduceerd door Iván Fund. De hoofdrollen worden vertolkt door Mara Bestelli, Marcelo Subiotto en Anika Bootz.

## Verhaal
Anika is een jong meisje dat het talent heeft om met dieren te communiceren, waardoor haar verzorgers het idee opvatten om haar als dierenmedium te consulteren om zo de kost te verdienen. De vrouw, Myriam, interpreteert de berichten die het meisje ontvangt, terwijl Myriams partner Roger onderhandelt over de prijs voor elke transactie. Het bovennatuurlijke wordt op het Argentijnse platteland niet erg gewaardeerd en ze nemen het weinige geld dat ze kunnen krijgen, terwijl het trio naar Anika's moeder reist die in een psychiatrisch ziekenhuis is opgenomen en, net als alle vrouwen in haar familie, dezelfde gave lijkt te bezitten. 

## Rolverdeling
| Acteur           | Personage |
| ---------------- | --------- |
| Mara Bestelli    | Myriam    |
| Marcelo Subiotto | Roger     |
| Anika Bootz      | Anika     |
| Betania Cappato  | Eloísa    |

## Productie
In augustus 2024 werd El mensaje op het Internationaal filmfestival van San Sebastián geselecteerd voor het "Work in Progress"-Latam-project. De film werd opgenomen in zwart-wit en is een productie van Rita Cine en Insomnia Films uit Argentinië in coproductie met Amore Cine, Panes Contenidos en Blurr Stories (Spanje) en Animista Cine (Uruguay). De wereldwijde verkooprechten zijn in handen van het Franse Luxbox.

## Release
El mensaje ging op 18 februari 2025 in première op het Internationaal filmfestival van Berlijn in de competitie voor de Gouden Beer.

## Prijzen en nominaties
De belangrijkste:
| Jaar | Prijs                                   | Categorie                 | Genomineerde(n) | Uitslag     |
| ---- | --------------------------------------- | ------------------------- | --------------- | ----------- |
| 2025 | Internationaal filmfestival van Berlijn | Gouden Beer               | Iván Fund       | Genomineerd |
| 2025 | Internationaal filmfestival van Berlijn | Zilveren beer - Juryprijs | Iván Fund       | Gewonnen    |